# Raimund Dreyschock
Raimund Dreyschock, född den 20 augusti 1824 i Schak, död den 6 februari 1869 i Leipzig, var en böhmisk violinist. Han var far till Felix Dreyschock och bror till Alexander Dreyschock.
Dreyschock, som var virtuos på sitt instrument, var sedan 1850 andre konsertmästare och lärare i violinspelning vid Leipzigkonservatoriet.